# Gennady Korotkevich
 (juin 2024).
Améliorez-le ou discutez des points à vérifier. 
 (décembre 2024).
Le contenu est difficilement compréhensible vu les erreurs de traduction, qui sont peut-être dues à l'utilisation d'un logiciel de traduction automatique.
Gennady Korotkevich (biélorusse : Генадзь Караткевіч, Hienadź Karatkievič, russe : Геннадий Короткевич ; né le 25 septembre 1994) est un programmeur sportif compétitif Biélorussien qui remporte des compétitions internationales majeures depuis l'âge de 11 ans, ainsi que de nombreuses compétitions nationales. Ses plus grandes réalisations incluent six médailles d'or consécutives aux Olympiades internationales d'informatique ainsi que le championnat du monde lors des finales mondiales 2013 et 2015 du Concours International de Programmation Collégiale ACM. En octobre 2023, Gennady est le programmeur le mieux classé sur Codeforces, CodeChef, Topcoder AtCoder (ja) et HackerRank. En août 2024, il atteint une note historique de 4009 sur Codeforces, devenant le premier à dépasser la barre des 4000 lui valant ainsi un statut personnalisé.

## Biographie
Korotkevich naît à Gomel (Homiel), au sud-est de la Biélorussie. Ses parents, Vladimir et Lyudmila Korotkevich, sont programmeurs dans le département de mathématiques de l'université d'État de Francysk Skaryna à Homiel. À 6 ans, il s'intéresse au travail de ses parents. À 8 ans, son père conçoit un jeu pour enfants qu'il peut utiliser pour apprendre la programmation.
Sa mère consulte un collègue du département, Mikhail Dolinsky, qui donne à Korotkevich un petit livre à lire. Dolinsky, l'un des meilleurs professeurs d'informatique en Biélorussie, se souvient : « Un mois passe, puis un autre... Pas de nouvelles de Gena. Puis soudain, Lyudmila vient me voir et m'apporte un cahier de programmation : quand l'été et le football sont terminés, son fils s'assoit à l'ordinateur. En tant qu'élève de deuxième année à un concours national, il obtient la deuxième place, ce qui lui permet d'entrer automatiquement dans une université technique sans passer d'examens d'entrée. D'une manière ou d'une autre, il résout le problème d'un corps immergé dans l'eau. À cette époque, Gena ne connaît même pas le principe d'Archimède de la flottabilité. »
Korotkevich gagne pour la première fois une attention mondiale lorsqu'il se qualifie pour l'Olympiade Internationale en Informatique (IOI) en 2006 à l'âge de 11 ans, un record mondial de loin.
Il remporte la médaille d'argent lors de son premier événement IOI et reçoit des médailles d'or de 2007 à 2012. À ce jour, il est le concurrent le plus titré de l'histoire de l'IOI.
Lors de l'IOI 2009 à Plovdiv, Korotkevich, alors âgé de 14 ans, déclare à propos de son succès : "J'essaie diverses [stratégies], et l'une d'elles est la bonne. Je ne suis pas un génie. Je suis simplement doué pour cela". Il déclare passer au maximum trois à quatre heures par jour à l'ordinateur, et ses loisirs préférés sont le football et le tennis de table.
À l'automne 2012, il déménage en Russie pour étudier à l'université ITMO. À l'été 2013, il aide l'ITMO à battre l'université Jiao Tong de Shanghai et l'université de Tokyo pour remporter les finales mondiales du Concours International de Programmation Collégiale 2013, organisées à Saint-Pétersbourg. Il remporte également le Google Code Jam annuel de 2014 à 2020.
Lors d'une interview en 2014, Korotkevich déclare qu'il n'est pas sûr de ses projets de carrière après l'obtention de son diplôme, qu'il se concentrera sur ses études et qu'il pourrait éventuellement se lancer dans la science.
Lors d'une interview en 2017, Korotkevich déclare qu'il a reçu des offres d'emploi de Google et Yandex, mais qu'il les a refusées et qu'il continuerait ses études en informatique à l'ITMO.
En 2019, Korotkevich est étudiant en doctorat à l'ITMO.

## Réalisations professionnelles
Une liste plus complète des réalisations peut être trouvée sur le site Web du Hall of Fame de la programmation compétitive.
- Facebook Hacker Cup : 2014[16],[17] 2015[18],[19] 2019[20] 2020[21] 2023[22] vainqueur
- Topcoder Open : Champion de Marathon Match en 2018, 2019[23], champion en 2014[24], 2019, 2020[25] et 2021[26] champion de l'Algorithm Competition (SRM)
- Google Hash Code[27] : champion en 2019, 2020 et 2021 2e place - Nom de l'équipe- Past Glory[28],[29]
- Google Code Jam : Champion en 2014[30], 2015[31], 2016[32], 2017[33], 2018[34], 2019[35], 2020[36] 6e place en 2021[37] et champion en 2022[38]
  - Lors du Round 1B du Google Code Jam 2012, il obtient un score parfait en seulement 54 minutes et 41 secondes après le début du concours[39]
- Yandex.Algorithm : Vainqueur en 2010[40], 2013[41], 2014[42],[43] vainqueur en 2015[44], 2017[45] et 2018[46]
- Yandex Cup : Vainqueur en 2020[47]
- Russian Code Cup (par Mail.Ru Group) : Vainqueur en 2016, deuxième en 2015[48], vainqueur en 2014[49], deuxième en 2013[50]
- ACM-ICPC World Finals : Vainqueur en 2013 (équipe)[51] et 2015[52],[53] (équipe)
- Kotlin Challenge : Vainqueur en 2014[54]
- Olympiades internationales d'informatique : Il remporte la première place absolue en 2009, 2010[55], 2011 ; une médaille d'or en 2007 (20e place), 2008 (7e place)[56] et 2012 (2e place)[57],[1] une médaille d'argent en 2006 (26e place)[58]. Actuellement, il détient le record du nombre de médailles d'or (six) et de premières places absolues (trois).
- Olympiade nationale par équipe en informatique de Russie : Vainqueur en 2007, 2009, 2010 et 2011, et deuxième en 2008[59]
- Compétition de lycée Topcoder : Vainqueur en 2010, deuxième en 2009[60]
- Séries d'hiver Snarknews : Vainqueur en 2010, 2011, 2012, 2013, 2014 et 2015
- Séries d'été Snarknews : Deuxième en 2008, 2010, 2011 et vainqueur en 2012, 2013, 2014
- Coupe Vekua : Vainqueur en 2013 (équipe)
- Championnat CROC : Vainqueur en 2013[61] et 2016[62]
- Concours international de résolution de problèmes sur Internet : Vainqueur en 2011 (équipe), 2013 (équipe) et 2017 (équipe)[63]
- Challenge24 : Deuxième en 2013 et 2014[64],[65] (équipe)
- Marathon24 : Troisième place en 2015[66] (équipe)
- Deadline24 : Troisième place en 2016[67] (équipe), vainqueur en 2017 (équipe) et 2018 (équipe)
- En 2015, il participe au  IMC  et reçoit une médaille d'or, se classant 47e en individuel[68], et 10e position en tant que membre de l'équipe de l'Université ITMO[69].
- Finale Code Festival : Deuxième place en 2016 (individuel)[70], vainqueur en 2017 (individuel)[71]
- Concours de bioinformatique : Vainqueur en 2017 et 2019, troisième place en 2018[72],[73],[74].
- ICFP Programming Contest : Vainqueur en 2021[75] (équipe)

- Codechef Snackdown :
  - Vainqueur en 2016 (équipe)[76]
  - Vainqueur en 2019 (équipe)[77]

- Tournois organisés par Codeforces :
  - Rockethon — Vainqueur en 2014, 2015[40]
  - ZeptoCodeRush - Troisième place en 2014[40], vainqueur en 2015[78]
  - Looksery Cup — Vainqueur en 2015[40]
  - VK Cup: Troisième place en 2012[79] (individuel), vainqueur en 2015[80] (équipe), vainqueur en 2016 (équipe)[81].